# Juarez Albino Destro
Juarez Albino Destro RCJ (ur. 9 kwietnia 1967 w Criciúma) – brazylijski duchowny katolicki, biskup pomocniczy Porto Alegre od 2023.

## Życiorys
Święcenia kapłańskie przyjął 24 sierpnia 1996 w Zgromadzeniu Księży Rogacjonistów Serca Jezusowego. Był m.in. dyrektorem zakonnego czasopisma, sekretarzem, wikariuszem oraz przełożonym prowincji zakonnej oraz asesorem przy komisji Konferencji Episkopatu Brazylii ds. posług oraz życia konsekrowanego.
8 marca 2023 papież Franciszek mianował go biskupem pomocniczym archidiecezji Porto Alegre oraz biskupem tytularnym Sufetula.
Sakry biskupiej udzielił mu 17 czerwca 2023 arcybiskup Jaime Spengler.